# Artiste national
Ne doit pas être confondu avec artiste du Peuple.
Artiste national est un titre honorifique délivré dans certains États à des artistes renommés en reconnaissance de leur contribution significative au patrimoine culturel de leur nation.
Ce titre existe ou existait notamment :
- en Tchécoslovaquie (en tchèque : Národní umělec, en slovaque Národný umelec) - titre créé en 1932 par le président Tomáš Garrigue Masaryk, décerné jusqu'en 1990.
- en Turquie : Devlet Sanatçısı
- en Thaïlande : Thailand National Artist (Thai: ศิลปินแห่งชาติ, Sinlapin Haeng Chat) - titre créé en 1985
- aux Philippines : artiste national des Philippines (en philippin : Pambansang Alagad ng Sining ng Pilipinas)
- en Malaisie : National Artist of Malaysia

Un titre équivalent, Artiste du Peuple (en russe Народный артист), existait en URSS et dans d'autres pays communistes. Il est aussi parfois traduit par « Artiste national ».